# Милкен, Майкл
Майкл Роберт Милкен (англ. Michael Robert Milken, род. 4 июля 1946 года) — американский финансист и филантроп, известный как «основатель рынка мусорных облигаций».

## Биография
Майкл Роберт Милкен родился в пригороде Лос-Анджелеса в еврейской семье, относившейся к верхней части среднего класса. Окончил Бирмингемскую среднюю школу (англ. Birmingham High School), где его одноклассницами были будущие актрисы Салли Филд и Синди Уильямс.
В 1968 году окончил бакалавриат Университета Калифорнии в Беркли, после чего поступил в Уортонскую школу бизнеса Университета Пенсильвании, где успешно окончил программу MBA.
В 1970 году устроился в Drexel Burnham Lambert.
В 1990 году был осуждён за махинации на рынке облигаций на 10 лет, однако вышел на свободу, отсидев менее двух лет. Условием его досрочного освобождения стал пожизненный отказ от любой деятельности с ценными бумагами. В результате афер Милкена сотни тысяч людей потеряли свои сбережения. Когда на суде его спросили, почему он обманул даже своих ближайших друзей, он ответил: «Если я не буду делать деньги на своих друзьях, на ком же я их буду делать?». Одним из свидетелей, давших показания против Майкла Милкена, был известный арбитражёр Айван Боски.
В 2020 году президент США Дональд Трамп выпустил указ о помиловании ряда бизнесменов, в том числе и Майкла Милкена.
На основе его деятельности на финансовых рынках Конни Брук написала книгу Бал хищников.

## Рынок мусорных (высокодоходных) облигаций
К середине 1980-х годов созданная Милкеном сеть клиентов-покупателей мусорных облигаций достигла таких размеров, что давала возможность быстро привлекать крупный капитал для финансирования сделок. Впоследствии многие из покупателей получили убытки от своих инвестиций в мусорные облигации. Так, например, поговаривали, что Милкен смог всего лишь за час и по телефону собрать 1 млрд долл. для MCI Communication, быстрорастущей компании, предоставляющей услуги проводной дальней связи. Компании кабельного телевидения и их владельцы, такие как Tele-Communications Inc. Джона Малоне, были в числе любимых клиентов Милкена, равно как и Turner Broadcasting System Теда Тернера, пионер сотовой связи Крег МакКой и владелец казино Стив Уинн, а также множество руководителей и финансовых директоров мелких и средних компаний, ещё недавно имевших ограниченный и дорогой доступ к рынку капитала — все они стали первыми клиентами Drexel Burnham, ищущими возможность воспользоваться её услугами по выпуску и продаже обыкновенных и конвертируемых мусорных облигаций. Вне всяких сомнений, многие известные бизнесмены 80-х, по крайней мере частично, обязаны своими успехами проницательному Майклу Милкену, который осознал и воспользовался новыми открывшимися возможностями рынка. Милкен часто любил повторять: «Не существует нехватки капитала, есть лишь недостаток таланта».
Милкен был серьёзно вовлечен в начальное финансирование значительного числа компаний Невады, в течение многих лет самого быстрорастущего штата США. Милкен обеспечивал капиталом игровую индустрию, газеты и девелоперов, среди финансируемых им компаний были такие известные, как MGM Mirage, Mandalay Resorts, Harrah’s Entertainment и Park Place.
Умение Милкена быстро мобилизовать капитал стало ключевым фактором роста фирм (например, KKR и других так называемых «гринмейлеров»), воспользовавшихся привлечением значительных заемных средств для приобретения или выкупа бизнеса (LBO). Вооруженные «гарантийным письмом» от Drexel (в котором она обещала эмитировать долговые обязательства и привлечь необходимый капитал в любые требуемые сроки для финансирования сделки), эти «фирмы-гринмейлеры» были способны зарабатывать деньги уже лишь угрозой выкупа крупным компаниям и лидерам рынка, в которых они предварительно скупали крупные пакеты акций.
Легкость, с которой Милкен достигал своих целей, в немалой степени объяснялась и тем, что крупнейшие инвестбанки Уолл-Стрит не желали конкурировать с ним, беспокоясь за свою репутацию и отношения с крупнейшими клиентами, которые сами впоследствии могли бы стать целью выкупа и поглощения в сделках, финансируемых капиталом от размещения мусорных облигаций. Впрочем, впоследствии Salomon Brothers, Morgan Stanley и First Boston вышли-таки на этот рынок. Производитель косметики Revlon, выстоявший не одну атаку до этого Beatrice Companies, также стал целью LBO, финансирование для которого нашла Drexel.
Критики Милкена, среди них известный инвестбанкир Мартин Фридсон, писатель Бен Стайн, отмечают, что лавры первопроходца и основателя рынка высокодоходных (мусорных) облигаций присуждены ему незаслуженно, так как исследования показывают распространение подобных финансовых инструментов во время и после Великой депрессии. Хотя невозможно отрицать, что все 80-е Drexel была единоличным лидером, трейдером и андеррайтером рынка мусорных облигаций.
Несмотря на своё значительное влияние на финансовую индустрию (один из источников называет его вторым самым могущественным финансистом Америки после Джона Моргана), Милкен сторонился публичности и оберегал свою частную жизнь.

### Оценка благосостояния
В 2010 году американский журнал «Forbes» оценил состояние Майкла Милкена в 2 млрд долларов (488 место в рейтинге), в июне 2020 года по данным журнала Forbes состояние оценивается в 3.8 млрд долларов (217 место в рейтинге).

## Благотворительная деятельность
После выхода на свободу из тюрьмы в 1992 году, Милкен начал заниматься благотворительными и просветительскими проектами, такими как The Milken Institute, Milken Family Foundation, Milken Scholars Program, Milken Educator Awards. Он активно участвует в работе фондов по борьбе с раком простаты и меланомой.